# Asociación de Fútbol de Sudán
La Asociación de Fútbol de Sudán (en árabe: الاتحاد السوداني لكرة القدم‎; abreviado SFA) es el organismo rector del fútbol en Sudán, con sede en Jartum. Fue fundada en 1936, desde 1948 es miembro de la FIFA y desde 1957 de la CAF. Organiza el campeonato de Liga y de Copa, así como los partidos de la selección nacional en sus distintas categorías.